# Gouvinhas
Gouvinhas es una freguesia portuguesa localizada en el municipio de Sabrosa. Según el censo de 2021, tiene una población de 220 habitantes.